# Anthodioctes gracilis
Anthodioctes gracilis är en biart som beskrevs av Urban 1999. Anthodioctes gracilis ingår i släktet Anthodioctes och familjen buksamlarbin. Inga underarter finns listade i Catalogue of Life.